# アリアリ未来☆
「アリアリ未来☆」（アリアリみらい）は、高梨奈緒、土浦彩葉、近藤繭佳の楽曲。うらんが作詞、大久保薫が作曲を手掛けた。各ヒロインを演じる喜多村英梨、井上麻里奈、荒浪和沙のキャラクターソングシングルとして2011年1月26日にスターチャイルドから発売された。

## 音楽性
本曲は、テレビアニメ『お兄ちゃんのことなんかぜんぜん好きじゃないんだからねっ!!』のエンディングテーマに起用された。各ヒロインのピュアな乙女心を歌った入れ替わりのボーカルアレンジがチャーミングで愛らしいノリのある曲で、レコーディングは井上麻里奈演じる土浦彩葉のパートを聴きながら行なったという。

## シングル収録内容
| #         | タイトル | 作詞      | 作曲      | 編曲      | 時間  |
| --------- | --- | --------- | --------- | --------- | ----- |
| 1.        | 「アリアリ未来☆」(テレビアニメ『お兄ちゃんのことなんかぜんぜん好きじゃないんだからねっ!!』エンディングテーマ) | うらん    | 大久保薫  | 大久保薫  | 3:19  |
| 2.        | 「君にOverflow」                                                                                              | うらん    | 山口朗彦  | 山口朗彦  | 3:38  |
| 3.        | 「アリアリ未来☆（off vocal ver.）」                                                                           | うらん    |           |           | 3:19  |
| 4.        | 「君にOverflow（off vocal ver.）」                                                                            | うらん    |           |           | 3:37  |
| 合計時間: | 合計時間: | 合計時間: | 合計時間: | 合計時間: | 13:53 |

## チャート
| チャート（2013年）                | 最高位 |
| --------------------------------- | ------ |
| オリコン週間                      | 44     |
| Billboard JAPAN Hot Singles Sales | 46     |
| Billboard JAPAN Hot Animation     | 13     |